# NGC 2007
NGC 2007 este o galaxie spirală situată în constelația Pictorul. A fost descoperită în 27 decembrie 1834 de către John Herschel. Se află la o distanță de 58,88 de megaparseci de Pământ.